# Álvaro Martínez Botero
Álvaro Martínez Botero (Cali, 8 de febrero de 1953) es un empresario y dirigente deportivo colombiano. En 2013 fue elegido como el 28º Presidente de la Asociación Deportivo Cali. En noviembre de 2017 fue elegido para formar parte del Comité Ejecutivo de la institución.

## Biografía
Nació el 8 de febrero de 1953 en el Barrio Centenario de Cali. Hijo del también presidente del Deportivo Cali entre los años 1955 y 1953, Álvaro Martínez y de Miriam Botero. Realizó sus estudios en el Colegio Pio XII. Estudió Administración de Empresas en la Universidad del Valle y cuenta con una especialiación en gestión de riesgo de la Universidad de la Florida. Su abuelo, Ignacio Martínez, fue uno de los jugadores del equipo en sus inicios en 1912.

## Gerencia deportiva
En 1983 asumió la vicepresidencia de la Escuela Carlos Sarmiento Lora, dirigiendo la institución por cerca de una década. En 1984 en calidad de invitado comenzó a asistir a las reuniones de la junta directiva de la Asociación Deportivo Cali, siendo escogido finalmente en 1989 como titular. Dirigió las divisiones inferiores del Deportivo Cali en calidad de presidente desde 1990 hasta 1995. En 2002 volvió a integrar el Comité Ejecutivo de la asociación, haciendo parte de la Comisión de Fútbol durante la época en que el equipo logró su octavo campeonato en 2005. El 9 de diciembre de 2013 asume como el 28º presidente de la Asociación Deportivo Cali. Bajo su gestión el equipo logró su noveno campeonato en 2015 y el título de la Superliga de 2014, además de los subcampeonatos 2017-I y de la Superliga de 2016. Es decir, el equipo jugó una final cada año desde el inicio de su mandato y clasificó seis veces consecutivas a instancias finales.
Fue elegido como miembro de la junta directiva en tres ocasiones. En su primer ciclo en la Junta (1989-1993) fue presidente del Comité de Divisiones Inferiores, cuya principal tarea era crear la cantera del equipo luego de la ruptura de las relaciones que la institución tenía con la Escuela Carlos Sarmiento Lora en 1988. Fue reelegido en 1993 para continuar como miembro de la Junta Directiva por otro periodo más, pero debió retirarse en 1995. Regresaría en el año 2002, asignándosele la tarea de conformar el Comité de Fútbol Profesional, comité que terminaría encabezando ante la salida de Gustavo Arana y Alfonso Muñoz.
En noviembre de 2017 aspiró a ser reelegido como presidente del Deportivo Cali, pero no recibió los votos necesarios en la Asamblea de Socios. Sin embargo logró ser elegido como miembro del Comité Ejecutivo.